# 丹绒列曼
丹绒列曼是一個在马来西亚柔佛州麻坡县的市郊，泛指丹绒列曼路（Jalan Tanjung Leman）兩旁的區域，位於西馬東海岸，當地以海灘聞名。